# Storknabben

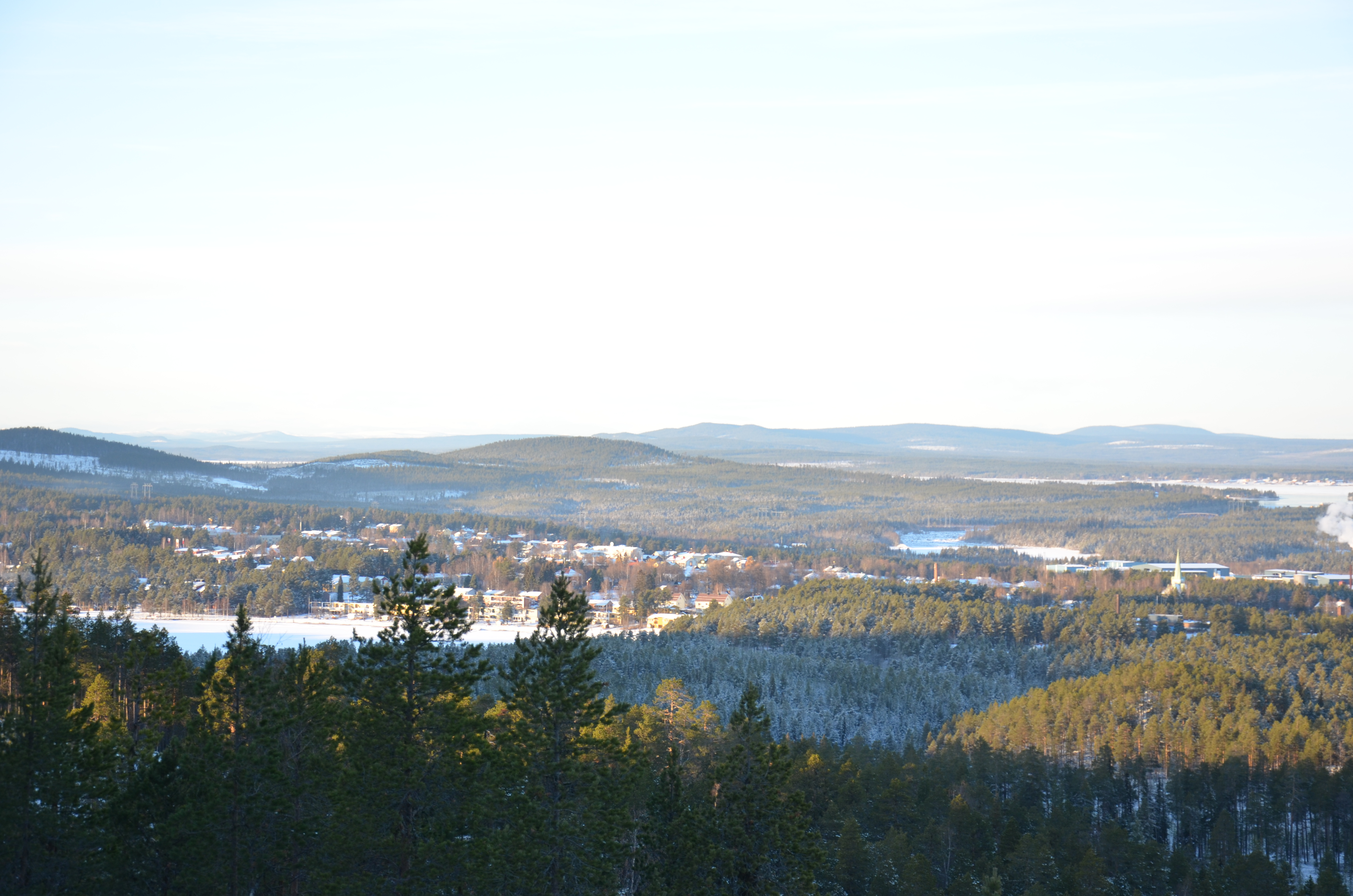
Utsikt över Jokkmokk från Storknabben mot nordväst

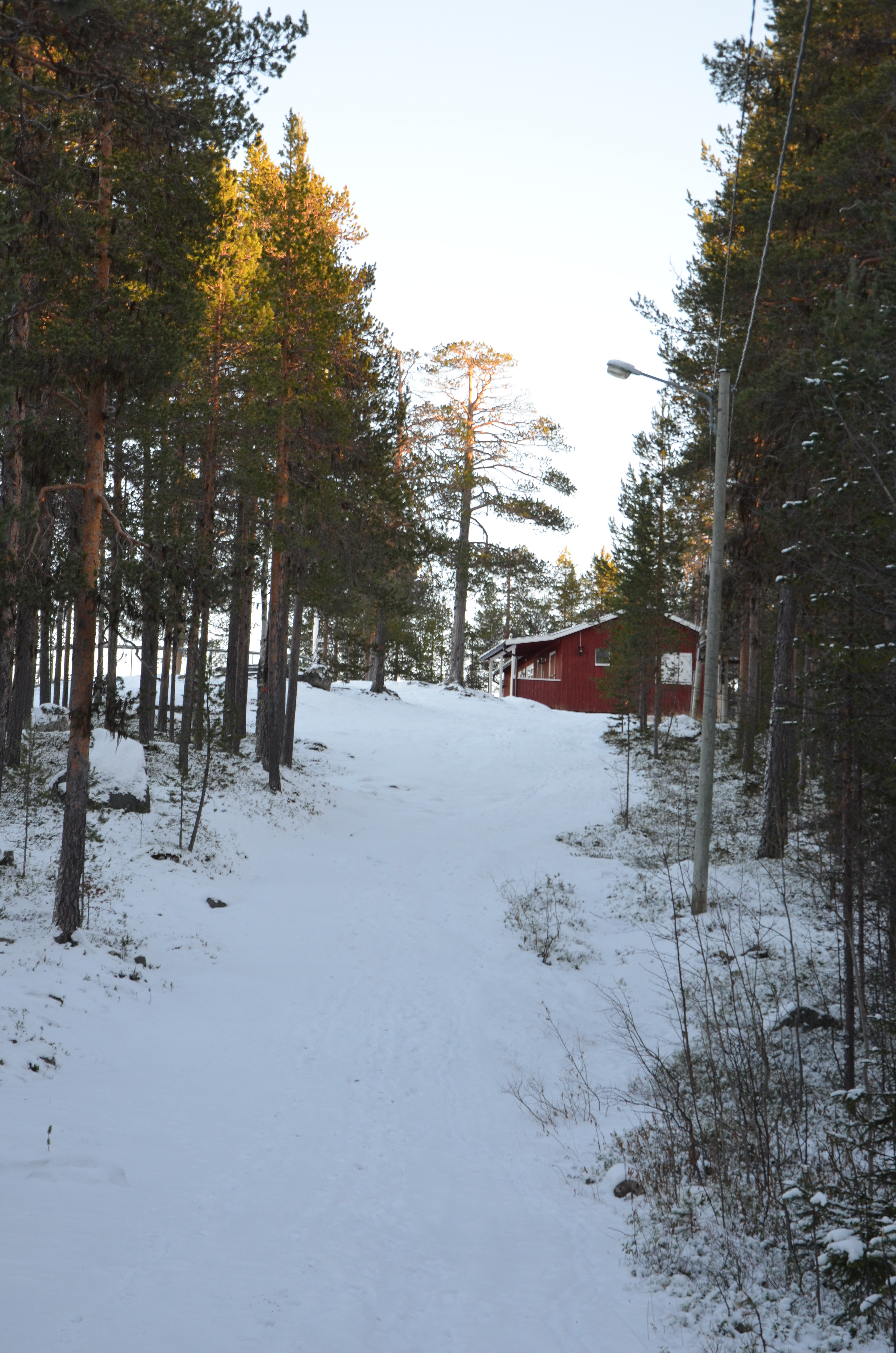
Backen upp till utsiktsplats och stuga

Storknabben är en utsiktsplats på Talvatisberget, cirka två kilometer sydost om Jokkmokk. Uppe på berget, vid en brant mot nordost, finns en anlagd utsiktsplats och en kommunal föreningsstuga.